# Зоран Терзић
Зоран Терзић (Београд, 9. јул 1966) српски је одбојкашки тренер и бивши одбојкаш. Тренутно је тренер женске одбојкашке екипе Динама из Казања и селектор женске одбојкашке репрезентација Србије.
Од 2002. до 2006. био је селектор женске одбојкашке репрезентације СР Југославије, односно Србије и Црне Горе, а од 2006. до 2022. био је селектор женске репрезентације Србије. Укупно је освојио двадесет медаља као селектор што га чини најтрофејнијим одбојкашким тренером из Србије. Од 2022. до 2024. водио је женску одбојкашку репрезентацију Русије. По други пут је постао селектор женске одбојкашке селекције Србије 2024.

## Биографија

### Клупска каријера
Студирао је на Факултету за физичку културу у Београду, где је и дипломирао 1998. Играо је за Црвену звезду од 1979. до 1986. и прошао је све категорије у том клубу. Ипак, морао је да прекине са активним играњем одбојке да би завршио факултет.

### Тренерска каријера
Почетак његове тренерске каријере везан је за Драгу Томића, бившег југословенског селектора, који је са сениорима освојио бронзану медаљу на Европском првенству 1979. у Паризу. Након сарадње са Томићем, Зоран Терзић је био помоћник и Горану Нешићу у ОК ИМТ из Београда. Коначно, 1996. године почео је да ради у свом клубу, Црвеној звезди, као тренер јуниора. Са овом екипом је освојио све могуће трофеје, од градских такмичења до националног првенства.
Као играч, био је члан екипе која је 1985. године освојила чувени београдски "Мајски турнир", а 1998. је исти успех поновио и као тренер.
Интересантно је да никада није желео да ради с девојкама, али је прихватио захтев Александра Боричића да привремено преузме сениорке Црвене звезде. Ово „привремено” решење на клупи Звезде је трајало све до завршетка сезоне 2005/06. када је популарни "Терза" наставио тренерску каријеру у иностранству. Терзић је са "црвено-белима" за седам година, колико је био тренер прве екипе, освојио три титуле (узастопно од 2002. до 2004. године) и један трофеј у Купу (2002). На клупи Црвене звезде заменио је Дарка Закоча и успешно прекинуо шампионску серију Јединства из Ужица које је у то време било неприкосновено у нашој женској одбојци.
Као селектор женске сениорске репрезентације дебитовао је 2002. године. Одмах је успео да квалификује нашу селекцију за Европско првенство 2003, након дванаест година одсуства са европске сцене.
Зоран Терзић је са националним тимом освојио сребро на Олимпијским играма 2016. године у Рио де Жанеиру и бронзу на Олимпијским играма 2021. у Токију. Са Светских првенстава има злато (2018) и бронзу (2006). Што се тиче Европских првенстава, са репрезентацијом је освојио три злата (2011, 2017. и 2019), два сребра (2007. и 2021) и бронзу (2015).
Предвођене Терзићем, одбојкашице Србије су освојиле и сребро на Светском купу 2015, три бронзане медаље у Гран прију (2011, 2013. и 2017), бронзану медаљу на Европским играма 2015, три златне медаље (2009, 2010. и 2011) и једну бронзану (2012) у Европској лиги и сребро на Универзитетским играма 2009. године.
Терзић је два пута проглашен за најбољег тренера у Европи у избору Европске одбојкашке конфедерације, 2018. и 2021.
По истеку уговора у јануару 2022, Терзић је напустио функцију селектора женске репрезентације Србије.
Одбојкашки савез Србије је 26. децембра 2024. године објавио да је нови селектор женске одбојкашке репрезентације Србије Зоран Терзић.

## Тренерска каријера
| Клуб              | Године     | Статус           |
| ----------------- | ---------- | ---------------- |
| ОК ИМТ Београд    | 1986—1990. | Помоћни тренер   |
| ОК Црвена звезда  | 1996—1998. | Млађе категорије |
| ЖОК Црвена звезда | 1999—2006. | Жене             |
| СРЈ/СЦГ/Србија    | 2002—2022. | Жене             |
| Метал Галац       | 2006—2010. | Жене             |
| Перуђа            | 2010—2011. | Жене             |
| Динамо Букурешт   | 2011—2012. | Жене             |
| Омичка Омск       | 2012—2015. | Жене             |
| Тарговиште        | 2016.      | Жене             |
| Волеро Цирих      | 2016—2017. | Жене             |
| Динамо Москва     | 2017—2018. | Жене             |
| Фенербахче        | 2018—2023. | Жене             |
| Русија            | 2022—2024. | Жене             |
| Динамо Ак барс    | 2023—данас | Жене             |
| Србија            | 2024—данас | Жене             |

## Тренерски успеси

### Клупски
ЖОК Црвена звезда
- Прва лига СР Југославије / Србије и Црне Горе (3): 2001/02, 2002/03, 2003/04.
- Куп СР Југославије: 2002.

ЖОК Метал Галац
- Прва лига Румуније (4): 2006/07, 2007/08, 2008/09, 2009/10.

ЖОК Волеро Цирих
- Прва лига Швајцарске: 2016/17.

ЖОК Омичка Омск
- Треће место у Првенству Русије (2): 2012/13, 2013/14.

ЖОК Динамо Москва
- Прва лига Русије: 2017/18.

ЖОК Фенербахче
- Првенство Турске: друго место (2020/21), треће место (2018/19)
- Куп Турске: финалиста (2018/19)
- Светско клупско првенство: треће место (2021/22)

### Репрезентативни
Женска репрезентација Србије и Црне Горе
- Светско првенство: једна бронза (2006)

Женска репрезентација Србије
- Светско првенство: једно злато (2018)
- Европско првенство: три злата (2011, 2017, 2019), два сребра (2007, 2021), једна бронза (2015)
- Олимпијске игре: једно сребро (2016), једна бронза (2020)
- Светски куп: једно сребро (2015)
- Светски гран-при: три бронзе (2011, 2013, 2017)
- Европска лига: три злата (2009, 2010, 2011), једна бронза (2012)
- Европске игре: једна бронза (2015)
- Универзијада: једно сребро (2009)

## Награде

### Друге награде
- 2020: Награда Браћа Карић